# Barry Williams (Schauspieler)

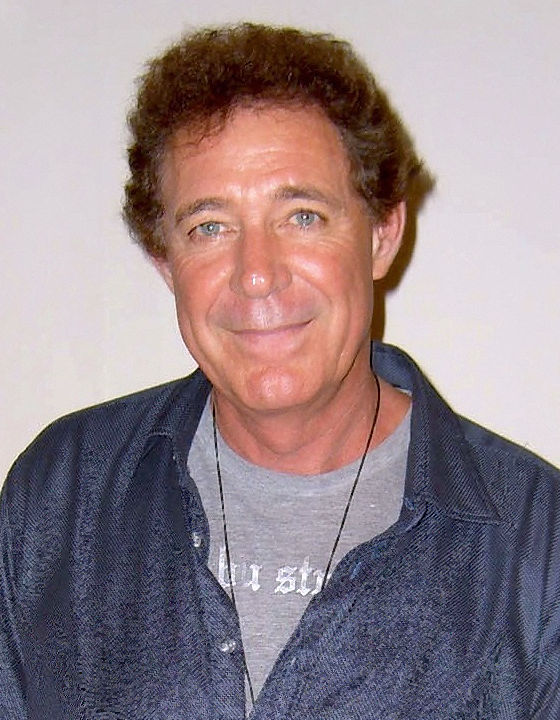
Barry Williams (2010)

Barry William Blenkhorn (* 30. September 1954 in Santa Monica, Los Angeles County, Kalifornien) ist ein US-amerikanischer Schauspieler und Sänger. Er wurde einem breiten Publikum durch Besetzungen in verschiedenen US-amerikanischen Fernsehserien bekannt. Vor allem seine Rolle als Greg Brady, die er erstmals Ende der 1960er verkörperte, begleitete ihn bis in die 1990er Jahre. 2019 wurde sein Fernsehseriencharakter Greg Brady auf Platz drei der 100 Greatest Kid Stars Cast List aller Zeiten gewählt.

## Leben
Williams wuchs in unmittelbarer Nachbarschaft zum Schauspieler Peter Graves auf. Seit dem 9. Juli 2017 ist er mit Tina Mahina verheiratet. Zuvor war er von 1990 bis 1992 und vom 30. Januar 1999 bis 25. Januar 2005 verheiratet. Aus seiner zweiten Ehe stammen zwei Kinder, ein Sohn und eine Tochter.
Seine erste Schauspielrolle hatte er 1963 in der Fernsehserie General Hospital. Es folgten Ende der 1960er Jahre mehrere Nebenrollen. Von 1969 bis 1974 verkörperte er die Rolle des Greg Brady in insgesamt 117 Episoden der Fernsehserie Drei Mädchen und drei Jungen. Den gleichen Charakter verkörperte er 1972 in 17 Episoden der Fernsehserie The Brady Kids und in dem im gleichen Jahr erschienenen Fernsehfilm The Brady Bunch Meets ABC's Saturday Superstars. Von 1976 bis 1977 war er in der Fernsehserie The Brady Bunch Variety Hour erneut als Greg Brady zu sehen. In dem Fernsehfilm The Brady Girls Get Married wiederholte er seine Performance als Greg Brady. Letztmals spielte er den Charakter, nun erwachsen und als Doktor tätig, in fünf Episoden der Fernsehserie The Bradys im Jahr 1990.
Darüber hinaus spielte Williams in etlichen US-amerikanischen Fernsehserien mit, hatte allerdings meistens nur eine oder zwei Episodenrollen. 2001 verkörperte er in der Fernsehserie S Club 7 in Hollywood in insgesamt 13 Episoden den Charakter Dean Strickland. Später war er häufiger in Low-Budget-Filmen und B-Movies wie 2010 in Mega Piranha oder 2012 in Bigfoot – Die Legende lebt! zu sehen.
Williams ist auch als Sänger tätig. 1999 erschien sein Album The Return Of Johnny Bravo.
Im Oktober 2022 nahm Williams zusammen mit Christopher Knight und Mike Lookinland, die ebenfalls in Drei Mädchen und drei Jungen mitspielten, als Mummies an der achten Staffel der US-amerikanischen Version von The Masked Singer teil, in der sie den 17. Platz erreichten.

## Filmografie
- 1963: General Hospital (Fernsehserie)
- 1967: Wettlauf mit dem Tod (Run for Your Life) (Fernsehserie, Episode 3x06)
- 1967: Polizeibericht (Dragnet) (Fernsehserie, Episode 2x15)
- 1968: Invasion von der Wega (The Invaders) (Fernsehserie, Episode 2x25)
- 1968: FBI (The F.B.I.) (Fernsehserie, Episode 3x22)
- 1968: Wild in den Straßen (Wild in the Streets)
- 1968: Lancer (Fernsehserie, Episode 1x02)
- 1968: Süß, aber ein bißchen verrückt (That Girl) (Fernsehserie, Episode 3x05)
- 1968: Gomer Pyle: USMC (Fernsehserie, Episode 5x08)
- 1968: Twen-Police (Fernsehserie, Episode 1x12)
- 1969: Here Come the Brides (Fernsehserie, Episode 1x16)
- 1969: Ihr Auftritt, Al Mundy (It Takes a Thief) (Fernsehserie, 2 Episoden)
- 1969: Adam-12 (Fernsehserie, Episode 1x22)
- 1969: Bartleby (Kurzfilm)
- 1969: Dr. med. Marcus Welby (Marcus Welby, M.D.) (Fernsehserie, Episode 1x12)
- 1969–1974: Drei Mädchen und drei Jungen (The Brady Bunch) (Fernsehserie, 117 Episoden)
- 1970: Hastings Corner (Fernsehfilm)
- 1970: Kobra, übernehmen Sie (Mission: Impossible) (Fernsehserie, Episode 4x18)
- 1972: The ABC Saturday Superstar Movie (Fernsehserie)
- 1972: The Brady Bunch Meets ABC's Saturday Superstars
- 1972: The Brady Kids (Fernsehserie, 17 Episoden)
- 1974: Goodnight Jackie
- 1976: Make-up und Pistolen (Police Woman) (Fernsehserie, Episode 2x20)
- 1976–1977: The Brady Bunch Variety Hour (Fernsehserie, 9 Episoden)
- 1979: Greatest Heroes of the Bible (Fernsehserie, Episode 2x03)
- 1981: The Brady Girls Get Married (Fernsehfilm)
- 1982: Herzbube mit zwei Damen (Three’s Company) (Fernsehserie, Episode 6x25)
- 1985: Ein Engel auf Erden (Highway to Heaven) (Fernsehserie, 2 Episoden)
- 1986: Rocky Road (Fernsehserie, Episode 2x19)
- 1987: Mord ist ihr Hobby (Murder, She Wrote) (Fernsehserie, Episode 3x11)
- 1988: A Very Brady Christmas (Fernsehfilm)
- 1990: The Bradys (Fernsehserie, 5 Episoden)
- 1991: Kids Incorporated (Fernsehserie, Episode 7x09)
- 1994: Summertime Switch – Chaos im Feriencamp (Summertime Switch) (Fernsehfilm)
- 1994: Full House (Fernsehserie, Episode 8x03)
- 1995: Die Brady Family (The Brady Bunch Movie)
- 1997: Perversions of Science (Fernsehserie, Episode 1x10)
- 2001: S Club 7 in Hollywood (Fernsehserie, 13 Episoden)
- 2002: The Barry Williams Show[5] (Gastauftritt in dem Musikvideo von Sean Penn zu dem Lied von Peter Gabriel)[6]
- 2006: Immer wieder Jim (According to Jim) (Fernsehserie, Episode 5x12)
- 2006: Die wilden Siebziger (That ’70s Show) (Fernsehserie, Episode 8x18)
- 2009: Scrubs – Die Anfänger (Scrubs) (Fernsehserie, Episode 8x14)
- 2010: Mega Piranha (Fernsehfilm)
- 2011: A.N.T.: Achtung Natur-Talente (A.N.T. Farm) (Fernsehserie, Episode 1x18)
- 2012: Bigfoot – Die Legende lebt! (Bigfoot) (Fernsehfilm)
- 2017: Willkommen bei den Louds (The Loud House) (Fernsehserie, Episode 2x19)
- 2018: The Blake & Sal Show (Fernsehserie, Episode 2x45)
- 2018: Flea

## Diskografie

### Alben
- 1999: The Return Of Johnny Bravo (Good Guy Entertainment, Erstveröffentlichung 28. September 1999)

### Singles
- 1971: Sweet Sweetheart (Paramount Records, Erstveröffentlichung November 1971)
- 1978: Wisp Of The Wind / Snowflakes (Seven Seas, Erstveröffentlichung Juli 1978)
- 2000: The Real Greg Brady (Good Guy Entertainment, Erstveröffentlichung 2000)